# Виятнам Виду Сундарам
К. Сундарам, более известный как «Виятнам Виду» Сундарам (англ. Vietnam Veedu Sundaram; 1943 — 6 августа 2016) — индийский сценарист и кинорежиссёр
, работавший преимущественно в индустрии кино на тамильском языке. Его первый сценарий был написан к фильму Vietnam Veedu (1970) по его собственной пьесе. В конце 1990-х начал сниматься в малобюджетных фильмах и сериалах. На его счету более 350 фильмов на тамильском, телугу, хинди и каннада. Лауреат Tamil Nadu State Film Award.

## Биография
Сундарам родился в Тиручи в бедной семье из-за чего не смог получить достойного образования. Начал писать рассказы и пьесы в 13 лет.
В этом же возрасте начал работать оператором станка на заводе Dunlop, а затем присоединился к труппе United Amateur Artistes, которой руководил Й. Г. Партасаратхи.
Специально для труппы им было написано восемь пьес.
По одной из них (Vietnam Veedu) в 1970 году П. Мадхаваном был снят фильм с Шиваджи Ганешаном и Падмини в главных ролях. Это был, вероятно, первый тамильский фильм, сосредоточенный на пожилой паре и их проблемах, в частности, тех, с которыми сталкивается главный герой после своего выхода на пенсию.
Фильм стал супер-хитом, принёс Сундараму кинопремию штата Тамил-Наду за лучшие диалоги, а префикс «Виятнам Виду» стал частью его имени.
Среди других его работ: Naan En Piranden, Naalai Namathey, Namma Veetu Theivam, Justice Gopinath, Anaan Oru Koyil, Oru Malarin Payanam, Navagraha Nayaki, Geethanjali, Nambinar Keduvathillai, Velundu Vinaiyillai, Soora Samhaaram, Paritchaikku Nermaachu и Devi Sri Karumariamman.
Все его фильмы давали актёру Шиваджи Ганесану возможность глубоко вжиться в характер персонажей, которых он играл, а Naan Yen Piranthen, вероятно, единственный, где М. Г. Рамачандран сыграл роль семейного человека с детьми.
В 1973 году Сундарам дебютировал как режиссёр с фильмом Gauravam, снятом по его же сценарию и ставшем блокбастером.
Сценарист скончался утром 6 августа 2016 года в Ченнаи после непродолжительной болезни. У него остались жена Челла и две дочери.
Одна из них — Ану Партасаратхи — известный художник по костюмам.